# (4775) Hansen
(4775) Hansen ist ein Asteroid des Hauptgürtels, der am 3. Oktober 1927 von dem deutschen Astronomen Max Wolf in Heidelberg entdeckt wurde.
Er wurde am 14. Mai 1995 nach Peter Andreas Hansen (1795–1874) benannt.